# Lupinus kingii
Lupinus kingii är en ärtväxtart som beskrevs av Sereno Watson. Lupinus kingii ingår i släktet lupiner, och familjen ärtväxter. IUCN kategoriserar arten globalt som livskraftig.

## Underarter
Arten delas in i följande underarter:
- L. k. argillaceus
- L. k. kingii

## Bildgalleri

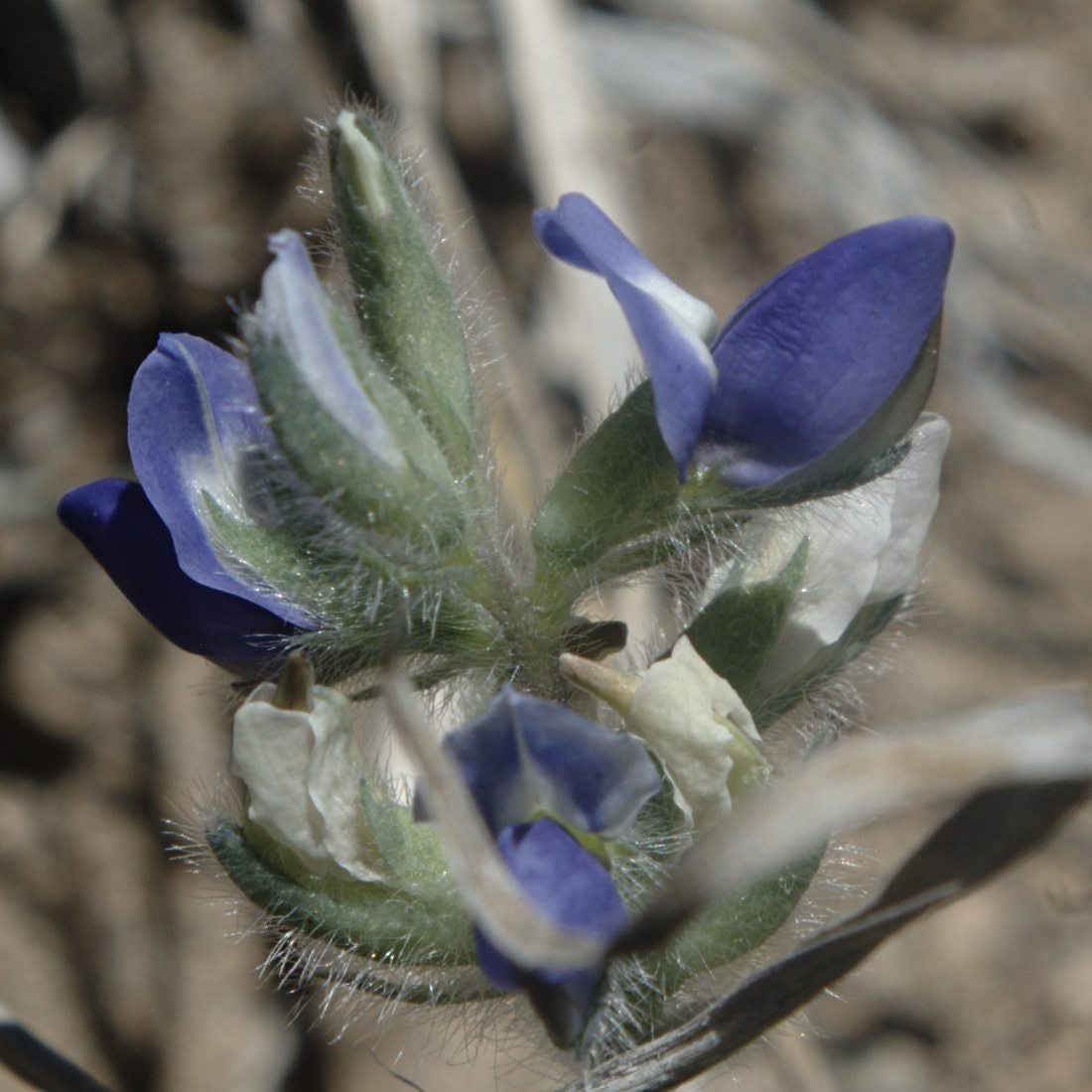